# 松浦鎮信
松浦鎮信（日语：／ Matsura Shigenobu，1549年—1614年7月3日），日本戰國大名、江戶時代初期大名，平戶藩第1代藩主、平戶松浦氏第26代當主。
松浦鎮信是松浦隆信的長子，曾跟隨塚原幹勝學習劍道。1568年（永祿11年）元服，接受大友義鎮的偏諱，取名鎮信；同時其父隱居，由他繼任家督之位。
1572年（元龜3年），他進攻大村純忠。1574年（天正2年），松浦鎮信與大村純忠達成和議，純忠的女兒松東院與鎮信的兒子松浦久信達成婚約。就在這時，肥前的龍造寺隆信崛起，鎮信被迫向其臣服。1584年（天正12年）龍造寺隆信戰死，松浦氏再度獨立。1586年（天正14年），豐臣秀吉勢力在中央的擴張，鎮信迅速向秀吉獻上貢物，秀吉大喜。因為與秀吉的良好關係，他提早知道了秀吉想要討伐島津氏的訊息，與父親一起參與九州征伐，並在拜謁秀吉的時候表示不想增加封地，秀吉大喜，從而奠定了其在豐臣政權中的地位。
1589年（天正17年）出家，但仍握實權，翌年派出水軍參加小田原征伐。文祿慶長之役中，他與弟弟信實、兒子久信一同出征，與大村喜前、有馬晴信、五島純玄等肥前諸將被編入小西行長的一番隊。他在侵略朝鮮的戰爭中表現並不出色，其所率的3000名家臣中有1918名戰死，然而他歸國的時候卻掠奪了大量戰利品和朝鮮人奴婢，其中三川內燒就是由被掠來的朝鮮陶工發明的。
1599年（慶長4年）開始建設龜岡城（後來的平戶城）。關原之戰爆發的時候，身在大坂的久信加入西軍，而身在平戶的他卻決定加入東軍。由於久信加入了西軍，為了不引起德川家康的懷疑，鎮信將建設中的平戶城部份破壞。戰後德川家康對其進行封賞，以其為平戶藩第一代藩主，並赦免久信無罪。而建設中的平戶城則在1607年（慶長12年）在一場大火中徹底燒毀，直到一百餘年後才由第5代藩主松浦棟重建。
1603年（慶長8年）久信去世後，他帶著孫子隆信前往江戶拜謁德川家康。
鎮信積極發展平戶貿易，在平戶開設英國商館和荷蘭商館，同西洋國家進行貿易往來，因而得到巨大利潤。然而他自身是個狂熱的真言宗信徒，在藩內對吉利支丹進行嚴厲鎮壓。1614年（慶長19年）去世，享年66歲。
| 松浦鎮信        |                                      |                 |
| 貴族爵位和頭銜  |                                      |                 |
| 前任： 松浦隆信 | 平戶松浦氏第26代當主 1568年—1600年？ | 繼任： 松浦久信 |
| 官衔            |                                      |                 |
| 無              | 平戶藩第一代藩主 1587年—1600年？     | 繼任： 松浦久信 |